# 81915 Hartwick
81915 Hartwick este un asteroid din centura principală de asteroizi.

## Descriere
81915 Hartwick este un asteroid din centura principală de asteroizi. A fost descoperit pe 15 iulie 2000 la Dominion Astrophysical Observatory de David D. Balam. Asteroidul prezintă o orbită caracterizată de o semiaxă mare de 3,22 ua, o excentricitate de 0,04 și o înclinație de 9,7° în raport cu ecliptica.